# 越南外交部
越南外交部（越南语：／）是越南社会主义共和国政府行使国家外交事务职能的机构，包括：外交工作、边界、国土、与在越南的越南人社区合作、对外签署和实施国际条约和协定，管理越南社会主义共和国驻外代表处和外国驻越南代表处的运作等。

## 組織

### 部委單位
- 東盟司
- 東南亞-南亞-南太平洋事務司
- 東北亞司
- 歐洲事務部
- 美國事務部
- 西亞非洲司
- 政策規劃部
- 國際組織部
- 法律與國際條約系
- 多邊經濟合作司
- 一般經濟事務部
- 對外文化與教科文組織司
- 新聞信息部
- 組織人事部
- 部廳
- 部監察局
- 信息安全局
- 領事局
- 國家禮賓局
- 行政財務局
- 外交使團服務局
- 海外越人委員會
- 國家邊界委員會
- 情報分析處

### 行政單位
- 胡志明市外交部
- 越南外交學院
- 外國新聞中心
- 國家翻譯中心
- 資訊中心
- 越南與世界報
- 越南常駐聯合國和國際組織代表團
- 越南大使館
- 越南總領事館和領事館

## 歷任部長

### 越南民主共和国
| 序號 | 肖像 | 姓名   | 上任日期      | 离職日期      |
| ---- | ---- | ------ | ------------- | ------------- |
| 1    |      | 胡志明 | 1945年8月28日 | 1946年3月2日  |
| 2    |      | 阮祥三 | 1946年3月2日  | 1946年11月3日 |
| (1)  |      | 胡志明 | 1946年11月3日 | 1947年3月     |
| 3    |      | 黃明鑑 | 1947年3月     | 1954年4月     |
| 4    |      | 范文同 | 1954年4月     | 1961年2月     |
| 5    |      | 雍文谦 | 1961年2月     | 1963年4月30日 |
| 6    |      | 春 水  | 1963年4月30日 | 1965年4月     |
| 7    |      | 阮维桢 | 1965年4月     | 1980年2月     |

### 越南南方共和國臨時革命政府
| 序號 | 肖像 | 姓名   | 上任日期     | 离職日期     |
| ---- | ---- | ------ | ------------ | ------------ |
| 1    |      | 阮氏萍 | 1969年6月8日 | 1976年7月3日 |

### 越南社会主义共和国
| 序號 | 肖像 | 姓名   | 上任日期      | 离職日期      |
| ---- | ---- | ------ | ------------- | ------------- |
| 7    |      | 阮维桢 | 1965年4月     | 1980年2月     |
| 8    |      | 阮基石 | 1980年2月     | 1991年8月     |
| 9    |      | 阮孟琴 | 1991年8月     | 2000年2月28日 |
| 10   |      | 阮怡年 | 2000年2月28日 | 2006年6月28日 |
| 11   |      | 范家谦 | 2006年6月28日 | 2011年8月3日  |
| 12   |      | 范平明 | 2011年8月3日  | 2021年4月8日  |
| 13   |      | 裴青山 | 2021年4月8日  | 現任          |

## 外部連接
- 越南外交部的X（前Twitter）